# Portret konny Franciszka I (1768–1835)
Portret konny Franciszka I (1768-1835) – obraz olejny namalowany w 1832 przez austriackiego malarza, urodzonego w Niemczech Johanna Petera Kraffta. Obraz znajduje się w zbiorach Państwowego Muzeum Ermitażu w Petersburgu.

## Opis
Obraz jest konnym portretem cesarza Austrii Franciszka I. Jest jednym z dzieł wchodzących w skład Galerii Wojny Ojczyźnianej 1812 Roku, znajdującej się w petersburskim Pałacu Zimowym.
Cesarz Franciszek I (ostatni cesarz Świętego Cesarstwa Rzymskiego pod imieniem Franciszek II) przedstawiony jest w mundurze austriackiego feldmarszałka, z bikornem na głowie i płaszczu zarzuconym na ramiona; dosiada rosłego kasztanowatego konia. Na planie środkowym widać towarzyszącą mu świtę, w tle, na polu przed zabudowaniami Wiednia, zgromadzeni są żołnierze ustawieni na defiladę. Cesarz ma na szyi odznakę austriackiego Orderu Złotego Runa, a na piersi gwiazdy orderów Marii Teresy, Leopolda i Korony Żelaznej.